# آرا وارطانیان
آرا وارطانیان (ارمنی: [] Error: {{Lang}}: فاقد متن (راهنما)؛ پرتغالی: Ara Vartanian؛ زادهٔ ۱۹۷۵) جواهر فروش، کارآفرین و طراح طلا و جواهر ارمنی‌تبار اهل برزیل است. وی از سال ۲۰۰۰ میلادی تاکنون مشغول فعالیت بوده‌است.

## زندگی‌نامه
وی در در به دنیا آمد و از فارغ‌التحصیل گشت. وی همچنین برنده جوایزی همچون  شد.